# Rosa 'Eyes For You'
Rosa 'Eyes For You' — сорт роз класса Флорибунда или Hybrid Hulthemia persica. Сложный гибрид с участием Rosa persica и 'Blue for You'. Используется в качестве декоративного садового растения. 

## Биологическое описание
Высота куста около 140 см, ширина до 80 см. 
Цветки 6—7 см в диаметре, полумахровые, сиренево-розовые с пурпурно-фиолетовым центром. Собраны в группы. Аромат умеренный.
Цветение непрерывное. Устойчивость к болезням хорошая.